# ماري هود
ماري هود (بالإنجليزية: Mary Hood)‏‏ (16 سبتمبر 1946 في برونزويك - ) روائية من الولايات المتحدة.